# Paul Berg
Pour les articles homonymes, voir Berg et Paul Berg (snowboard).
Paul Berg, né le 30 juin 1926 à New York et mort le 15 février 2023, est un biochimiste américain et professeur émérite à l'université Stanford. Il obtint une moitié du prix Nobel de chimie de 1980 pour ses travaux sur les acides nucléiques.

## Biographie
Il a organisé en 1975 la Conférence d'Asilomar, qui appelait à un moratoire sur les manipulations génétiques, afin d'éviter que des bactéries génétiquement modifiées puissent se disperser dans l'environnement : cela établissait le principe de précaution.
En 1980, il est lauréat de la moitié du prix Nobel de chimie (l'autre moitié a été remise à Walter Gilbert et à Frederick Sanger) « pour ses études fondamentales de la biochimie des acides nucléiques, avec un regard tourné vers l'ADN recombinant ». La même année il avait obtenu le prix Albert-Lasker pour la recherche médicale fondamentale.
Il meurt le 15 février 2023,.